# Minakami
Minakami (みなかみ町 Minakami-machi?) es un pueblo en la prefectura de Gunma, Japón, localizado en la parte central de la isla de Honshū, en la región de Kantō. El 1 de marzo de 2021 tenía una población estimada de 17 223 habitantes y una densidad de población de 22 personas por km².

## Geografía
Minakami se encuentra en el norte de la prefectura de Gunma, gran parte de su área está dentro de los límites del parque nacional Jōshin'etsu-kōgen. Limita con la ciudad de Numata, las villas de Kawaba y Katashina, así como con Uonuma, Minamiuonuma y Yuzawa en la prefectura de Niigata.

## Economía
La economía de Minakami depende en gran medida del turismo estacional en las estaciones de esquí y a las aguas termales (onsen).

## Demografía
Según los datos del censo japonés, la población de Minakami ha descendido constantemente en los últimos 50 años.
| Gráfica de evolución demográfica de Minakami entre 1940 y 2015 |
|                                                                |
| Oficina de Estadística de Japón                                |